# Veliki Vareški
Veliki Vareški – wieś w Chorwacji, w żupanii istryjskiej, w gminie Marčana. W 2011 roku liczyła 25 mieszkańców.